# 1955年至1956年英格蘭足總盃
1955/56球季英格蘭足總盃（英語：FA Cup），是第75屆英格蘭足總盃，今屆賽事的冠軍是曼城，他們在決賽以3:1擊敗伯明翰，奪得冠軍。本屆賽事繼續在舊溫布萊球場舉行。
曼城去季決賽飲恨之後，今季終於成功取得冠軍獎盃。

## 外部連結
1. 英格蘭足總盃官網Archive-It的存檔，存档日期2012-04-24
2. 英格蘭足總盃 歷屆冠軍（页面存档备份，存于）